# Paví pírko
Paví pírko (německy Die Pfauenfeder, slovensky Pávie pierko) je koprodukční československo-německá pohádka z roku 1987 českého režiséra Petra Weigla. Pohádka byla natočena na hradě Pernštejn a Zvíkov.

## Obsazení
| Tobias Hoesl        | Plavko (mluví Pavol Topoľský)      |
| Eva Vejmělková      | princezna (mluví Magda Vašáryová)  |
| Michal Dočolomanský | král                               |
| Emília Vašáryová    | královna                           |
| Marcello Catalano   | Očko (mluví Jozef Vajda)           |
| Zdeněk Řehoř        | rybář (mluví Elo Romančík)         |
| Gustáv Valach       | hlas Slunečního krále              |
| Radovan Lukavský    | vrchní lovec                       |
| Jaroslava Adamová   | kmotřička (mluví Eva Kristínová)   |
| Vlasta Fabianová    | kmotřička (mluví Mária Prechovská) |
| Marie Rosůlková     | kmotřička (mluví Vilma Jamnická)   |